# Pierre Agricola
Pour les articles homonymes, voir Agricola.
Œuvres principales
Commentarius de Cancellariis et Procancellariis Bipontinis
Peter Agricola (né le 29 juin 1525 à Holzheim (près d'Ulm) et décédé le 5 ou le 7 juillet 1585 à Reinsacker (Randersacker) près de Wurtzbourg, inhumé le 8 juillet 1585 à Uffenheim, Bavière) est un humaniste de la Renaissance, théologien protestant et homme d'État allemand, disciple de Luther.
Personnalité reconnue du Saint-Empire, proche de Mélanchton, il fut recteur dans l'enseignement secondaire (créant - 1559/1561 - et développant le Gymnasium Illustre de Lauingen), précepteur princier, conseiller princier, diplomate et ministre des principautés de Deux-Ponts (Zweibrücken) et Neubourg (Pfalz-Neuburg). Il effectua de nombreuses missions dans tout l'Empire et rendit d'importants services tant aux Lettres qu'à l'Église de la Confession d'Augsbourg.

## Origines
Fils de Magnus Baur (Agricola) (Steinheim (Neu-Ulm), vers 1470 - Holzheim, 1531) et d'Apollonia Fabricius (?, Tiefenbach (Neu-Ulm) - 1590, Holzheim), Pierre Agricola passa son enfance dans la région d'Ulm (Bade-Wurtemberg). 
Il perdit son père, aubergiste et échevin (juge) à Holzheim, à l'âge de sept ans. Ce dernier, après des études avec distinction à Ingolstadt (Bavière), s'était rendu à Rome pour y séjourner auprès d'un cardinal bénédictin (Jean Bilhères de Lagraulas), à qui il avait été recommandé, et y consommer ses progrès dans les sciences et dans la piété avant de rejoindre l'abbaye bénédictine d'Elchingen ; las cependant des désordres de la ville éternelle et scandalisé par les dérives du pouvoir suprême de l'Église, d'une part par l'ignorance et la dépravation qu'il y vit du pape Alexandre VI (dont le népotisme et la débauche déshonoraient la dignité pontificale) et d'autre part par l'attitude belliqueuse du futur pape Jules II, il s'était alors enrôlé dans les troupes impériales qui servaient en Italie pendant l'expédition du roi de France Charles VIII et participa aux opérations militaires dans la péninsule (période 1494/95-1497) avant de revenir en Allemagne où il s'intéressa par la suite aux travaux de Martin Luther, une fois ces troupes congédiées (1497).
La mère de Pierre Agricola, femme de grande piété et éclairée des lumières de la Réforme, le fit soigneusement instruire chez elle dans la religion, l'envoyant également toutes les semaines à Ulm pour y entendre les sermons qui y étaient prononcés. Son ardeur d'apprendre encouragea sa mère à l'inscrire au collège d'Ulm. S'étant distingué par sa sagesse et ses progrès, il fut engagé comme tuteur particulier des enfants d'un riche marchand et se vit offrir par celui-ci une place dans son négoce, contre 1 000 ducats à sa mère pour obtenir son consentement. Ni Pierre Agricola ni sa mère ne voulurent cependant échanger les études contre le commerce.
Un de ses frères, Georg Agricola, fut également militaire en Italie, s'y trouvant dans plusieurs actions périlleuses et assistant à la prise de Rome (1527).

## Formation
Après avoir achevé ses humanités et fort avancé en latin et grec, Pierre Agricola quitta Ulm en 1543, à l'âge de 18 ans, et se rendit à Heidelberg pour y faire ses études universitaires. Il y resta un an, inscrit à l'université de Heidelberg le 12 mars 1543 (Peter Agricola, von Holzheim). Il est diplômé du grade de licence ès arts (bacc. art.) le 18 juin 1544. 
Il s'inscrit ensuite à la prestigieuse et réputée université luthérienne de Wittenberg, où il est immatriculé (Petrus Agricola Ulmensis) fin septembre 1544 et le 9 octobre 1548, et y est diplômé du grade de master (Magister) le 3 mai 1549. Se destinant à un ministère ecclésiastique, il y fut l'élève de Martin Luther qu'il eut en personne comme professeur et mentor. 
En raison des troubles militaires, et à la suite du décès de Luther, Pierre Agricola quitta ensuite l'université de Wittenberg pour revenir à Ulm où il fut chargé d'une fonction scolastique (fin 1546) avant de rejoindre Wittenberg à nouveau et y terminer sa maîtrise en philosophie.

## Parcours
Frédéric III, duc régnant de Liegnitz en Silésie (à présent Legnica en Pologne), avait demandé au réformateur Philippe Mélanchthon un précepteur pour son fils aîné et alors unique, Henri, âgé de douze ans. Mélanchthon conseilla fortement à son ami Pierre Agricola d'accepter ce poste : il arriva à Liegnitz le 19 avril 1550 et fut introduit dès le lendemain au château où il commença l'exercice de ses fonctions. Le duc Frédéric, ayant été servir en France en 1551 contre la volonté de l'Empereur Charles Quint, fut dépouillé de sa principauté et le jeune prince Henri XI, duc de Liegnitz sous la régence de son oncle paternel et curateur, Georges II le Pieux, duc de Brieg (à présent Brzeg en Pologne), alla résider chez lui à Brieg. Pierre Agricola l'y suivit et y passa huit ans dans une situation très douce. Le prince étant parvenu à l'adolescence se rendit à la cour de l'Empereur Ferdinand Ier et le maître fut congédié avec une récompense.
Au début de 1558, Pierre Agricola se vit offrir par le sénat de la ville d'Ulm le rectorat de l'Ecole latine locale et renonça à son projet d'être ministre du culte. Il y participa activement à la réforme des instances académiques, de concert avec Louis Rabus, et se rendit en 1559 à la diète d'Augsbourg conseiller le duc Henri XI, son ancien élève (alors échanson de Ferdinand Ier et en délicatesse avec lui). Pierre Agricola déclina par la suite une nouvelle offre de reprendre du service auprès de ce prince, malgré l'intervention du conseiller impérial Warnsdorf, et également un poste offert par le biais de Hieronymus Wolf à l'école Sainte-Anne (Gymnasium bei St. Anna) d'Augsbourg, étant appelé par le duc Wolfgang de Bavière, comte palatin de Deux-Ponts et de Neubourg, pour fonder une école à Lauingen, défi qu'il accepte sur l'insistance de son ami intime et ancien camarade de Wittenberg, le juriste et réformateur Ulrich Sitzinger, alors conseiller princier et chancelier des principautés de Deux-Ponts et de Neubourg.
S'y épanouissant dans un loisir littéraire, entretenu par le prince, et réformant les écoles de palatinat de Neubourg, Pierre Agricola fut en outre nommé le 30 avril 1561 précepteur des jeunes princes Philippe Louis de Neubourg et Jean Ier de Deux-Ponts, qu'il forma aux lettres, aux mœurs et à la piété. Il prit les armes pour accompagner l'aîné des deux en 1566 lors de la campagne en Hongrie sous Maximilien II du Saint-Empire. Il reçut en retour du duc Wolfgang de riches présents et un fief, et fit son entrée en son conseil privé (1569). Par ailleurs, les précepteurs des autres fils du souverain furent placés sous sa direction. 
Le duc lui témoigna également sa reconnaissance en le recommandant l'année précédant sa mort dans son testament (1568), tant il était content de ses services, et sous son successeur à Neubourg, Philippe Louis, comte palatin archi-luthérien dont Pierre Agricola devint le ministre, sa faveur, les agréments et les avantages dont il jouissait à la Cour allèrent en augmentant et il ne cessa de s'en rendre plus digne. 
Il persuada le nouveau souverain d'acquérir la bibliothèque Wolfius pour leur collège et eut toujours une conduite exemplaire aux affaires de la principauté, en application de ses vertus morales et chrétiennes. Restant en liaison avec les principaux théologiens d'alors, il leur porta constamment conseil et fournit tous les secours nécessaires que le crédit qu'il avait dans les cours de plusieurs princes le mettait à portée de procurer.
Au cours de sa vie, il resta en lien constant avec un autre de ses amis du temps de leurs études communes à Wittenberg, l'historien et théologien luthérien David Chytraeus.
Pierre Agricola épousa en 1575 Diana Clélie († 24 novembre 1581, à 47 ans), fille d'un consul de Lauingen et veuve en premières noces d'un conseiller du prince-électeur Othon-Henri du Palatinat, duc en Bavière et comte palatin de Neubourg, puis en secondes noces du célèbre mathématicien, astrologue et astronome bohémien Cyprián Karásek Lvovický (Cyprianus Leovitius), professeur à la Cour et directeur de l'Ecole de Lauingen. Le couple princier organisa pour ce mariage des noces magnifiques qu'il honora de sa présence, et à cette occasion fit don à Pierre Agricola d'une grande demeure.
En 1582, le prince-électeur Louis VI du Palatinat lui offrit l'éducation de son fils Frédéric IV du Palatinat (futur électeur palatin), alors âgé de huit ans, mais Pierre Agricola préféra décliner par sagesse, en raison de son âge déjà avancé.
De même, les scolarques de la première université de Strasbourg (fondée par le pédagogue Jean Sturm, que Pierre Agricola avait reçu en son temps à Lauingen en décembre 1564) négocièrent en vain avec lui pour qu'il les rejoigne.
En 1583, il fut nommé Titularrat (conseiller princier titulaire) de la principauté de Deux-Ponts (Zweibrücken).

## Mort
Alors qu'il entendait se rendre aux eaux en 1585, le duc Philippe Louis insista pour qu'il l'accompagne à Dusseldorf aux noces de son beau-frère Jean Guillaume de Juliers (duc de Clèves, de Juliers et de Berg), avec Jacqueline de Bade (fille de Philibert, margrave de Bade), au mois de juin. Sur le chemin du retour, Pierre Agricola décéda d'un coup d'apoplexie en cours de route entre Schweinfurt et Ansbach, à bord de sa voiture de voyage, près du village de Reinsacker (Randersacker) dans la région de Wurtzbourg, son dernier arrêt. Son corps fut porté à Ochsenfurt et mis dans un cercueil avant d'être inhumé le lendemain à Uffenheim (Bavière) - dans l'impossibilité de le ramener à Neubourg, trop éloigné -, en présence du duc. 
Les très nombreux écrits publiés à l'occasion de sa disparition furent remplis d'éloges à son égard.
Sans enfant, il fut l'oncle de Magnus Agricola, ordinaire ecclésiastique luthérien et théologien, son légataire et héritier spirituel.